# K1801BM86
El microprocesador K1810BM86, era un clon de fabricación soviética del Intel 8086. Se utilizaba por ejemplo en ESER-PC EC 1834, A 7100 y A 7150 coexistió junto con el U8001, fue el primer microprocesador de 16 bits en la RDA.
El K1810WM86 cuenta con un bus de datos de 16-bits, y un ancho de banda de 20-bits. Cuenta con un total de 14 registros: